# Teba (Màlaga)
Teba és un municipi d'Andalusia, a la província de Màlaga,

## Història
El 1330 tingué lloc la batalla de Teba, en la que les tropes d'Alfons XI de Castella amb reforços portuguesos van derrotar la dinastia marínida i l'Emirat de Gharnata.

## Economia
Malgrat ser un territori molt muntanyenc, les seves terres són generalment aptes per a les labors agrícoles que han constituït, tradicionalment, el sector econòmic més important per als seus habitants. Destaquen, també, per la seva importància, les labors ramaderes, particularment pel que fa al bestiar porcí, encara que també són destacables altres cabanyes com la caprina, l'ovina i la bovina.